# Дніпропетровська єпархія ПЦУ
Дніпропетровська єпархія ПЦУ (також уживається назва Дніпровська єпархія ПЦУ) — єпархія Православної церкви України на території Дніпропетровської області. Утворена 1 лютого 1996 року на Синоді УПЦ КП. Правлячий архієрей — митрополит Дніпровський і Січеславський Симеон (Зінкевич).

## Історія єпархії
Історичну сторінку Дніпропетровська єпархія розпочинає з кінця XVII — початку XVIII століття. Тоді ці землі були анексовані Російською православною церквою, після 1686 року.
Після прийняття Верховною Радою України 24 серпня 1991 року рішення про проголошення України незалежною державою, 1-3 листопада 1991 року відбувся Всеукраїнський помісний Собор УПЦ на чолі із митрополитом Київським Філаретом (Денисенком), який одноголосно ухвалив рішення вимагати від патріарха РПЦ Алексія II повної незалежності РПУвУ від Московського патріархату.
Після невдалих спроб здобуття автокефалії та засудження її РПЦ, 25 червня 1992 року на Всеукраїнському Помісному соборі, було проголошено об'єднання частини УПЦ МП і частини УАПЦ в УПЦ КП. Дніпропетровсько-Запорізька єпархія також ввійшла до складу УПЦ КП.
1 лютого 1996 року рішенням Священного Синоду УПЦ КП єпархію було розділено на Дніпропетровську й Запорізьку. Дніпропетровську єпархію очолив архієпископ Адріан (Старина), Запорізьку — єпископ Григорій (Качан).
21 жовтня 2009 року відбувся новий поділ єпархії. Цього дня Священним Синодом УПЦ КП було ухвалено рішення про поділ Дніпропетровської єпархії на Дніпропетровську та Криворізьку. Дніпропетровську єпархію очолив єпископ Симеон (Зінкевич), Криворізьку — митрополит Адріан (Старина).
13 грудня 2011 року рішенням Священного Синоду УПЦ Київського патріархату та за побажанням духовенства Криворізької єпархії її парафії було включено до складу Дніпропетровської. Таким чином було поширено діяльність єпархії на всю область.
Після отримання Томосу про автокефалію ПЦУ Дніпропетровська єпархія перейшла в підпорядкування Православної церкви України.

### Після отримання Томосу
Сьогодні[коли?] до складу Дніпропетровської єпархії входить 21 благочиння.
Єпархіальне управління розвиває свою діяльність, відкрито новий офіс.
Сформовано та освячено єпархіальний пресцентр, формуються нові парафії, будуються типові храми, при храмах відкриваються недільні школи.
Благочиння сформовано у більшості районів області.
Повністю відсутні парафії ПЦУ лише у Петриківському, Межівському та Юр'ївському районах.
Будується перший храм у Петропавлівському районі.
Рекордсменом за кількістю парафій є правобережний округ Дніпровського міського благочиння. Тут їх понад 20.
Лівобережний округ нараховує близько 15.
Функціонує 11 недільних шкіл. Виходить 1 періодичне видання: «Відомості православної Дніпропетровщини».

## Правлячі архієреї
- Спиридон (Бабський) (12 січня 1993 — 25 грудня 1993)
- Адріан (Старина) (6 лютого 1994 — 21 жовтня 2009)
- Симеон (Зінкевич) (з 21 листопада 2009)

## Структура

### Правління
- Дніпро, вул. Січових Стрільців 3-а;
- Канцлер єпархії — протоієрей Віталій Лопушанський
- Завідувач канцелярії — матушка Галина Лопушанська
- Обласний благочинний - архімандрит Меркурій Скороход
- Інформаційно-просвітницький відділ — диякон Андрій Пунько;
- Відділ співпраці з військовими формуваннями, патріотичного виховання та капеланського служіння — протоієрей Димитрій Поворотний;
- Відділ співпраці з козацькими організаціями — протоієрей Михаїл Стіньо;
- Відділ організації благодійності та соціального служіння — Наталія Іванівна Гейман, духівник відділу — протоієрей Димитрій Поворотний;
- Молодіжно-просвітницький відділ — ієрей Віталій Логвін;
- Воскресна школа для дітей та дорослих при єпархії — директор — Наталія Іванівна Гейман;
- Духівник спілки пасічників Дніпропетровщини — ієрей Володимир Баранець;
- Дитячий вокальний ансамбль «МИКОЛАЙЧИКИ»;
- Регент — ієрей Миколай Константинов;
- Дніпровська духовна семінарія: Адреса: 49019, м. Дніпро, просп. Свободи, 89, (семінарський храм апостолів Петра і Павла). Ректор Семінарії — прот. Сергій Нарольський.

### Монастирі
- Рубанівський Свято-Покровський чоловічий монастир Дніпропетровська область, Васильківський район, с. Рубанівське, Васильківський район (Дніпропетровська область), с.  Рубанівське Намісник: архімандрит Василій (Пишний).
- Свято-Благовіщенський жіночий монастир м. Дніпро вул. Івана Огієнка, 36. Намісниця: ігуменя Єлизавета (Юска)

| Благочиння | Благочиння                                          | Благочиння |
| №          | Назва                                               | Адреса |
| ---------- | --------------------------------------------------- | --- |
| 1          | Дніпровське міське благочиння (лівобережний округ)  | м. Дніпро, вул. Березинська, 45/144, благочинний протоієрей Юнак Орест Іванович.                                                  |
| 2          | Дніпровське міське благочиння (правобережний округ) | м. Дніпро, просп. Свободи, 89, благочинний протоієрей Стіньо Михайло Миколайович.                                                 |
| 3          | Дніпровське районне благочиння                      | Дніпропетровська область, Дніпровський район, с. Степове, вул. Миру, 28, благочинний протоієрей Євген Щур.                        |
| 4          | Апостолівське благочиння                            | Дніпропетровська область, м. Апостолове, вул. Криворізька, 42, благочинний протоієрей Іван Шевчук.                                |
| 5          | Васильківське благочиння                            | Дніпропетровська область, Васильківський район, с. Манвелівка.                                                                    |
| 6          | Верхньодніпровське благочиння                       | Дніпропетровська область, м. Кам'янське, вул. Максима Чиженка 23/15, благочинний протоієрей Марков Геннадій Ігорович.             |
| 7          | Кам'янське благочиння                               | Дніпропетровська область, м. Кам'янське, вул. В.М.Бурхана, 19/24, благочинний протоієрей Панченко Микола Васильович.              |
| 8          | Жовтоводське благочиння                             | Дніпропетровська область, м. Жовті Води, вул. 8 Березня, 25/24, благочинний протоієрей Горохівський Олексій Васильович.           |
| 9          | Криворізьке благочиння                              | Дніпропетровська область, м. Кривий Ріг, вул. Райдужна, 33, благочинний протоієрей Олександр Агарков.                             |
| 10         | Криничанське благочиння                             | |
| 11         | Магдалинівське благочиння                           | |
| 12         | Нікопольське благочиння                             | Дніпропетровська область, м. Нікополь, вул. Пилипа Орлика, 2, благочинний ігумен Меркурій (Скороход).                             |
| 13         | Новомосковське благочиння                           | Дніпропетровська область, м. Новомосковськ, вул. Паланочна, 25/26, благочинний протоієрей Капралик Микола Іванович.               |
| 14         | Павлоградське благочиння                            | Дніпропетровська область, Павлоградський район, с. Карабинівка, вул. Центральна, 40, благочинний протоієрей Луцків Іван Іванович. |
| 15         | Покровське благочиння                               | Дніпропетровська область, Покровський район, с. Великомихайлівка.                                                                 |
| 16         | П'ятихатське благочиння                             | Дніпропетровська область, П'ятихатський район, с. Зоря, вул. Молодіжна, 41, благочинний протоієрей Клебан Василь Васильович.      |
| 17         | Синельниківське благочиння                          | м. Дніпро, вул. Передова, 432, благочинний протоієрей Коваль Сергій Вікторович.                                                   |
| 18         | Солонянське благочиння                              | Дніпропетровська область, смт. Солоне, вул. Усенка, 54, благочинний протоієрей Марчук Микола Андрійович.                          |
| 19         | Софіївське благочиння                               | |
| 20         | Томаківське благочиння                              | |
| 21         | Широківське благочиння                              | Дніпропетровська область, м. Кривий Ріг, благочинний протоієрей Іоан Батіг.                                                       |

### Храми єпархії
| Храми єпархії | Храми єпархії                                                        | Храми єпархії | Храми єпархії                                                             | Храми єпархії | Храми єпархії                            |
| №             | Назва                                                                | Адреса | Координати                                                                | Настоятель | Благочиння                               |
| ------------- | -------------------------------------------------------------------- | --- | ------------------------------------------------------------------------- | --- | ---------------------------------------- |
| 1             | Єпархіальний храм на честь ікони Божої Матері «Несподівана Радість»  | м. Дніпро вул. Січових Стрільців, 3-А | 48°16′26″ пн. ш. 35°01′31″ сх. д. / 48.273994° пн. ш. 35.025222° сх. д.   | митрополит Симеон (Зінкевич), клірики: архімандрит Ісаакій (Зінкевич), прот. Ярослав Матюнка та ієрей Юрій Пелех |                                          |
| 2             | Храм всіх Святих землі Української                                   | м. Дніпро, вул. Янтарна, 73-Б/2 | 48°31′24″ пн. ш. 35°02′42″ сх. д. / 48.52326° пн. ш. 35.04512° сх. д.     | прот. Орест Юнак                                                                                                 | Дніпровське міське (лівобережний округ)  |
| 3             | Храм святого благовірного князя Ярослава Мудрого                     | м. Дніпро |                                                                           | прот. Ярослав Малерик                                                                                            | Дніпровське міське (лівобережний округ)  |
| 4             | Храм на честь Святих мучениць Віри, Надії, Любові та їх матері Софії | м. Дніпро, вул. Марії Лисиченко, 2-Д | 48°18′41″ пн. ш. 35°01′19″ сх. д. / 48.311323° пн. ш. 35.022021° сх. д.   | прот. Володимир Білик                                                                                            | Дніпровське міське (лівобережний округ)  |
| 5             | Храм 2000-річчя Різдва Христового (будується)                        | м. Дніпро, вул. Марії Лисиченко, 2-Д, на території Храму Віри, Надії, Любові та матері їх Софії                                                        | 48°18′41″ пн. ш. 35°01′18″ сх. д. / 48.311294° пн. ш. 35.021739° сх. д.   | о. Володимир Білик                                                                                               | Дніпровське міське (лівобережний округ)  |
| 6             | Храм Святителя Арсенія (Мацієвича)                                   | м. Дніпро, вул. Незламна, 375 | 48°18′48″ пн. ш. 34°35′38″ сх. д. / 48.313366° пн. ш. 34.593755° сх. д.   | о. Олександр Чечіль                                                                                              | Дніпровське міське (лівобережний округ)  |
| 7             | Храм Преподобних Антонія і Феодосія Печерських                       | м. Дніпро, вул. Івана Огієнка, 36 | 48°18′49″ пн. ш. 35°00′16″ сх. д. / 48.313592° пн. ш. 35.004474° сх. д.   | о. Олександр Сербін                                                                                              | Дніпровське міське (лівобережний округ)  |
| 8             | Свято-Георгіївський домовий храм                                     | м. Дніпро, вул. Моторна, 139 | 48°19′54″ пн. ш. 34°33′36″ сх. д. / 48.331676° пн. ш. 34.560066° сх. д.   | | Дніпровське міське (лівобережний округ)  |
| 9             | Свято-Іллінський храм                                                | м. Дніпро, вул. Моторна, 204-В | 48°19′55″ пн. ш. 34°33′36″ сх. д. / 48.33206° пн. ш. 34.560134° сх. д.    | о. Євген Добрянський                                                                                             | Дніпровське міське (лівобережний округ)  |
| 10            | Храм Святого Архистратига Божого Михаїла                             | м. Дніпро, вул. Чаплинська, 294, цвинтар с. Чаплі | 48°15′17″ пн. ш. 35°05′24″ сх. д. / 48.254775° пн. ш. 35.090128° сх. д.   | прот. Петро Гальчишак                                                                                            | Дніпровське міське (лівобережний округ)  |
| 11            | Храм преподобного Серафима Саровського                               | м. Дніпро, вул. Холодильна, 60-В, у будівлі Дніпропетровської центральної районної лікарні                                                             | 48°31′11″ пн. ш. 34°57′35″ сх. д. / 48.519589° пн. ш. 34.959845° сх. д.   | о. Олег Лінник                                                                                                   | Дніпровське міське (лівобережний округ)  |
| 12            | Храм Спаса Нерукотворного                                            | м. Дніпро, вул. Богомаза, 192, кв. 37 | 48°18′38″ пн. ш. 35°00′46″ сх. д. / 48.310544° пн. ш. 35.012836° сх. д.   | о. Афанасій (Шрамко)                                                                                             | Дніпровське міське (лівобережний округ)  |
| 13            | Храм Богоявлення Господнього                                         | м. Дніпро, вул. Богомаза, 196, кв. 88 | 48°18′39″ пн. ш. 35°00′45″ сх. д. / 48.310848° пн. ш. 35.012437° сх. д.   | прот. Віталій Лопушанський                                                                                       | Дніпровське міське (лівобережний округ)  |
| 14            | Храм Різдва Пресвятої Богородиці                                     | м. Дніпро, просп. Миру, 12, кв. 419 | 48°18′52″ пн. ш. 35°00′38″ сх. д. / 48.314334° пн. ш. 35.010692° сх. д.   | о. Володимир Мокруха                                                                                             | Дніпровське міське (лівобережний округ)  |
| 15            | Семінарський храм святих Петра і Павла                               | м. Дніпро, просп. Свободи, 89 | 48°17′07″ пн. ш. 34°34′27″ сх. д. / 48.285357° пн. ш. 34.574249° сх. д.   | протоієрей Сергій Нарольський                                                                                    | Дніпровське міське (правобережний округ) |
| 16            | Храм Успіння Пресвятої Богородиці                                    | м. Дніпро, вул. Короленка, 25/2, у будівлі єпархіального управління                                                                                    | 48°16′26″ пн. ш. 35°01′31″ сх. д. / 48.273979° пн. ш. 35.025285° сх. д.   | о. Орест Юнак | Дніпровське міське (правобережний округ) |
| 17            | Свято-Духівський храм                                                | м. Дніпро, просп. Металургів, 43 | 48°15′57″ пн. ш. 34°34′51″ сх. д. / 48.265756° пн. ш. 34.580949° сх. д.   | о. Ярослав Малерик                                                                                               | Дніпровське міське (правобережний округ) |
| 18            | Храм Різдва Пресвятої Богородиці                                     | м. Дніпро, Заводська Набережна, 92-Б | 48°17′28″ пн. ш. 34°33′07″ сх. д. / 48.291152° пн. ш. 34.551959° сх. д.   | о. Віталій Лопушанський                                                                                          | Дніпровське міське (правобережний округ) |
| 19            | Храм Святого Архангела Михаїла                                       | м. Дніпро, вул. Макарова, 18-А | 48°15′09″ пн. ш. 34°35′39″ сх. д. / 48.252623° пн. ш. 34.594059° сх. д.   | о. Михайло Смачило                                                                                               | Дніпровське міське (правобережний округ) |
| 20            | Храм Святого Іоанна Хрестителя                                       | м. Дніпро, вул. Перемоги, 113-Б, 15-а міська лікарня                                                                                                   | 48°14′41″ пн. ш. 35°00′13″ сх. д. / 48.244723° пн. ш. 35.003615° сх. д.   | о. Василь Козак                                                                                                  | Дніпровське міське (правобережний округ) |
| 21            | Храм Святих праведних Богоотців Йоакима та Анни                      | м. Дніпро, вул. Стадіонна, 46-А | 48°24′34″ пн. ш. 34°56′38″ сх. д. / 48.409406° пн. ш. 34.943878° сх. д.   | о. Мар'ян Дюс | Дніпровське міське (правобережний округ) |
| 22            | Храм Благовіщення Пресвятої Богородиці                               | м. Дніпро, мкрн. Діївка, вул. Академіка Задонцева, 1-(Є)                                                                                               | 48°16′20″ пн. ш. 34°32′32″ сх. д. / 48.272137° пн. ш. 34.542241° сх. д.   | о. Михайло Душка                                                                                                 | Дніпровське міське (правобережний округ) |
| 23            | Каплиця Дванадцяти Апостолів                                         | м. Дніпро, вул. Надії Алексєєнко, 21, при Міжрегіональній академії управління персоналом                                                               | 48°28′01″ пн. ш. 35°00′57″ сх. д. / 48.467081° пн. ш. 35.015745° сх. д.   | о. Анатолій Кривонос                                                                                             | Дніпровське міське (правобережний округ) |
| 24            | Храм Святої рівноапостольної княгині Ольги                           | м. Дніпро, вул. Данила Галицького, 31 | 48°16′24″ пн. ш. 34°33′43″ сх. д. / 48.273264° пн. ш. 34.562041° сх. д.   | о. Євген Щепін                                                                                                   | Дніпровське міське (правобережний округ) |
| 25            | Храм Святого Духа                                                    | м. Дніпро, вул. Зеленогірська, 1 | 48°14′38″ пн. ш. 34°33′08″ сх. д. / 48.243959° пн. ш. 34.552202° сх. д.   | | Дніпровське міське (правобережний округ) |
| 26            | Храм Святого великомученика Димитрія Солунського                     | м. Дніпро, вул. Писемського, 43 | 48°16′23″ пн. ш. 34°32′45″ сх. д. / 48.273183° пн. ш. 34.545894° сх. д.   | о. Володимир Кордяк                                                                                              | Дніпровське міське (правобережний округ) |
| 27            | Храм ікони Божої Матері «Почаївської»                                | м. Дніпро, вул. Білецького, 12 | 48°26′47″ пн. ш. 34°51′02″ сх. д. / 48.44642° пн. ш. 34.85044° сх. д.     | о. Іван Семенчук                                                                                                 | Дніпровське міське (правобережний округ) |
| 28            | Храм Успіння Пресвятої Богородиці                                    | м. Дніпро, вул. Канатна, 84 | 48°16′30″ пн. ш. 35°00′07″ сх. д. / 48.275091° пн. ш. 35.001845° сх. д.   | о. Володимир Овчаренко                                                                                           | Дніпровське міське (правобережний округ) |
| 29            | Храм Святої рівноапостольної Ніни                                    | м. Дніпро, вул. Зорі, 24 | 48°17′07″ пн. ш. 34°33′46″ сх. д. / 48.28528° пн. ш. 34.562658° сх. д.    | о. Михайло Стіньо                                                                                                | Дніпровське міське (правобережний округ) |
| 30            | Храм Святого Апостола Якова Єрусалимського                           | м. Дніпро, вул. Велика Діївська, 111 | 48°28′41″ пн. ш. 34°55′24″ сх. д. / 48.478099° пн. ш. 34.92339° сх. д.    | о. Віталій Лопушанський                                                                                          | Дніпровське міське (правобережний округ) |
| 31            | Храм Святителя Миколая                                               | м. Дніпро, вул. Воскресенська, 1-Б/60 | 48°16′54″ пн. ш. 35°01′27″ сх. д. / 48.281766° пн. ш. 35.024086° сх. д.   | о. Євген Щепін                                                                                                   | Дніпровське міське (правобережний округ) |
| 32            | Храм Святої великомучениці Катерини                                  | м. Дніпро, вул. Титова, 29-3, на території СМСЧ № 6 | 48°15′18″ пн. ш. 34°35′45″ сх. д. / 48.254872° пн. ш. 34.595947° сх. д.   | о. Сергій Саленко                                                                                                | Дніпровське міське (правобережний округ) |
| 33            | Храм Покрови Пресвятої Богородиці                                    | м. Дніпро, вул. Гоголя, 3, к. 8 | 48°27′31″ пн. ш. 35°03′18″ сх. д. / 48.458491° пн. ш. 35.054915° сх. д.   | о. Віталій Лопушанський                                                                                          | Дніпровське міське (правобережний округ) |
| 34            | Свято-Миколаївська парафія                                           | м. Дніпро, просп. Сергія Нігояна |                                                                           | о. Михайло Стіньо                                                                                                | Дніпровське міське (правобережний округ) |
| 35            | Свято-Володимирський храм                                            | Дніпропетровська область, Дніпровський район, с. Долинське, вул. Центральна, 2                                                                         |                                                                           | прот. Юрій Сердюк                                                                                                | Дніпровське районне                      |
| 36            | Храм Різдва Пресвятої Богородиці                                     | Дніпропетровська область, Дніпровський район, с. Олександрівка, вул. Центральна, 1-А                                                                   | 48°18′19″ пн. ш. 35°08′26″ сх. д. / 48.305248° пн. ш. 35.140596° сх. д.   | прот. Василь Юнак                                                                                                | Дніпровське районне                      |
| 37            | Храм Вознесіння Господнього                                          | Дніпропетровська область, Дніпровський район, с. Пашена Балка                                                                                          |                                                                           | о. Юрій Сердюк                                                                                                   | Дніпровське районне                      |
| 38            | Храм Святителя Миколая                                               | Дніпропетровська область, Дніпровський район, м. Підгородне, вул. Молодіжна, 30                                                                        | 48°21′01″ пн. ш. 35°04′20″ сх. д. / 48.350373° пн. ш. 35.07236° сх. д.    | о. Василь Максимович                                                                                             | Дніпровське районне                      |
| 39            | Храм першомученика архидиякона Стефана                               | Дніпропетровська область, Дніпровський район, с. Степове, вул. Миру, 28                                                                                | 48°22′51″ пн. ш. 34°32′30″ сх. д. / 48.380767° пн. ш. 34.541616° сх. д.   | прот. Євген Щур                                                                                                  | Дніпровське районне                      |
| 40            | Храм Святого великомученика і цілителя Пантелеймона                  | Дніпропетровська область, Дніпровський район, с. Шевченко, вул. Садова, 22                                                                             |                                                                           | о. Петро Валігурський                                                                                            | Дніпровське районне                      |
| 41            | Храм Святого великомученика Георгія Переможця                        | Дніпропетровська область, Дніпровський район, смт. Слобожанське, вул. Героїв України, 33, кв. 38                                                       | 48°19′13″ пн. ш. 35°02′39″ сх. д. / 48.320219° пн. ш. 35.044127° сх. д.   | прот. Євген Щур                                                                                                  | Дніпровське районне                      |
| 42            | Собор Дванадцяти Святих Апостолів/Храм Святителя Миколая Чудотворця  | Дніпропетровська область, м. Апостолове, вул. Криворізька, 4-Г                                                                                         | 47°40′04″ пн. ш. 33°42′40″ сх. д. / 47.66765° пн. ш. 33.71118° сх. д.     | прот. Іван Шевчук                                                                                                | Апостолівське                            |
| 43            | Храм Успіння Пресвятої Богородиці                                    | Дніпропетровська область, м. Апостолове, вул. Шевченка, 14                                                                                             | 47°39′23″ пн. ш. 33°42′51″ сх. д. / 47.65648° пн. ш. 33.71406° сх. д.     | | Апостолівське                            |
| 44            | Храм Святого великомученика Димитрія Солунського                     | Дніпропетровська область, Апостолівський район, с. Жовте, вул. Цементників                                                                             |                                                                           | о. Дмитро Гура                                                                                                   | Апостолівське                            |
| 45            | Свято-Володимирський храм                                            | Дніпропетровська область, Апостолівський район, с. Запорізьке, вул. Плющенка, 3-А                                                                      | 47°38′49″ пн. ш. 33°48′45″ сх. д. / 47.64683° пн. ш. 33.81242° сх. д.     | | Апостолівське                            |
| 46            | Храм Покрови Пресвятої Богородиці                                    | Дніпропетровська область, Апостолівський район, с. Кам'янка, вул. Медова                                                                               | 47°44′04″ пн. ш. 33°52′52″ сх. д. / 47.7345° пн. ш. 33.88104° сх. д.      | о. Дмитро Гура                                                                                                   | Апостолівське                            |
| 47            | Храм Святого Василя Великого                                         | Дніпропетровська область, Криворізький район, м. Зеленодольськ, вул. Садова, 1                                                                         |                                                                           | о. Віталій Музика                                                                                                | Апостолівське                            |
| 48            | Храм Святого Архистратига Божого Михаїла                             | Дніпропетровська область, Апостолівський район, с. Михайлівка, вул. Центральна, 1-А                                                                    | 47°46′12″ пн. ш. 33°44′46″ сх. д. / 47.76994° пн. ш. 33.74617° сх. д.     | | Апостолівське                            |
| 49            | Свято-Духівський храм                                                | Дніпропетровська область, Апостолівський район, с. Перше Травня, вул. Центральна, 80                                                                   |                                                                           | о. Іван Шевчук                                                                                                   | Апостолівське                            |
| 50            | Храм Покрови Пресвятої Богородиці                                    | Дніпропетровська область, Криворізький район, с. Українка, вул. Центральна, 6                                                                          |                                                                           | о. Віталій Музика                                                                                                | Апостолівське                            |
| 51            | Домовий храм Святого Пророка Іллі                                    | Дніпропетровська область, Апостолівський район, с. Червоний Тік                                                                                        |                                                                           | о. Дмитро Гура                                                                                                   | Апостолівське                            |
| 52            | Храм Різдва Іоанна Предтечі                                          | Дніпропетровська область, Васильківський район, с. Манвелівка, вул. Центральна, 5                                                                      |                                                                           | о. Сергій Середа                                                                                                 | Васильківське                            |
| 53            | Храм Святого Апостола Андрія Первозванного                           | Дніпропетровська область, м. Верхньодніпровськ, вул. Поля, 27                                                                                          | 48°23′34″ пн. ш. 34°12′00″ сх. д. / 48.392681° пн. ш. 34.200078° сх. д.   | о. Дмитро Гедз                                                                                                   | Верхньодніпровське                       |
| 54            | Храм преподобних Антонія і Феодосія Києво-Печерських                 | Дніпропетровська область, Верхньодніпровський район, м. Верхівцеве, вул. Озерна, 9                                                                     | 48°28′24″ пн. ш. 34°14′47″ сх. д. / 48.47326° пн. ш. 34.24649° сх. д.     | о. Геннадій Марков                                                                                               | Верхньодніпровське                       |
| 55            | Козацька церква Святої Покрови (Кам'янське)                          | Дніпропетровська область, м. Кам'янське, вул. Сергія Слісаренка, 34                                                                                    | 48°30′49″ пн. ш. 34°34′30″ сх. д. / 48.513605° пн. ш. 34.57508° сх. д.    | ігумен Феодосій (Алісов)                                                                                         | Кам'янське                               |
| 56            | Свято-Воскресенське православне молодіжне братство                   | Дніпропетровська область, м. Кам'янське, вул. Сергія Слісаренка, 34                                                                                    | 48°30′49″ пн. ш. 34°34′30″ сх. д. / 48.513605° пн. ш. 34.57508° сх. д.    | ігумен Феодосій (Алісов)                                                                                         | Кам'янське                               |
| 57            | Каплиця Введення в Храм Пресвятої Богородиці                         | Дніпропетровська область, м. Кам'янське, вул. Тритузна, 69, біля похоронбюро                                                                           |                                                                           | о. Микола Панченко                                                                                               | Кам'янське                               |
| 58            | Свято-Миколаївський храм                                             | Дніпропетровська область, м. Кам'янське, вул. Широка, 494, поблизу перетину вул. Чайковського залізницею (територія Придніпровського хімічного заводу) | 48°30′07″ пн. ш. 34°41′15″ сх. д. / 48.50182° пн. ш. 34.687378° сх. д.    | | Кам'янське                               |
| 59            | Храм Святих Віри, Надії, Любові та матері їх Софії                   | Дніпропетровська область, м. Кам'янське, просп. Аношкіна, 67, при СМСЧ № 8                                                                             | 48°30′24″ пн. ш. 34°37′09″ сх. д. / 48.506561° пн. ш. 34.619088° сх. д.   | о. Владислав Гладощук                                                                                            | Кам'янське                               |
| 60            | Трьох-Святительський храм                                            | Дніпропетровська область, м. Кам'янське, просп. Конституції, 37                                                                                        | 48°28′20″ пн. ш. 34°40′07″ сх. д. / 48.47231° пн. ш. 34.668725° сх. д.    | о. Володимир Бойко                                                                                               | Кам'янське                               |
| 61            | Храм Святого князя Володимира Великого                               | Дніпропетровська область, м. Кам'янське, вул. Колеусівська, 12                                                                                         | 48°30′31″ пн. ш. 34°38′56″ сх. д. / 48.508573° пн. ш. 34.648823° сх. д.   | о. Сергій Окунєв                                                                                                 | Кам'янське                               |
| 62            | Храм Різдва Іоанна Хрестителя                                        | Дніпропетровська область, м. Жовті Води, вул. Ціолковського, 2-А                                                                                       | 48°20′57″ пн. ш. 33°30′05″ сх. д. / 48.34906° пн. ш. 33.5014° сх. д.      | о. Олексій Горохівський                                                                                          | Жовтоводське                             |
| 63            | Свято-Володимирський кафедральний собор                              | Дніпропетровська область, м. Кривий Ріг, вул. Сулеймана Стальського, 1                                                                                 | 48°58′18″ пн. ш. 33°25′45″ сх. д. / 48.971619° пн. ш. 33.429031° сх. д.   | протоієрей Леонід Яриневич                                                                                       | Криворізьке                              |
| 64            | Храм Покрови Пресвятої Богородиці                                    | Дніпропетровська область, м. Кривий Ріг, вул. Старовокзальна, 64                                                                                       | 48°53′22″ пн. ш. 33°19′23″ сх. д. / 48.889428° пн. ш. 33.323067° сх. д.   | ієрей Олександр Репетько                                                                                         | Криворізьке                              |
| 65            | Храм Різдва Пресвятої Богородиці                                     | Дніпропетровська область, м. Кривий Ріг, вул. Широківська, 49                                                                                          | 48°53′35″ пн. ш. 33°21′06″ сх. д. / 48.893156° пн. ш. 33.351593° сх. д.   | ієрей Віктор Онисько                                                                                             | Криворізьке                              |
| 66            | Храм Святого Апостола Андрія Первозванного                           | Дніпропетровська область, м. Кривий Ріг, вул. Святоандріївська, 1                                                                                      | 48°00′18″ пн. ш. 33°27′22″ сх. д. / 48.005077° пн. ш. 33.456164° сх. д.   | протоієрей Андрій Андрющенко                                                                                     | Криворізьке                              |
| 67            | Свято-Пантелеймонівський храм                                        | Дніпропетровська область, м. Кривий Ріг, вул. Приміська, 71                                                                                            | 48°00′08″ пн. ш. 33°28′16″ сх. д. / 48.002109° пн. ш. 33.47115° сх. д.    | протоієрей Святослав Ганчук                                                                                      | Криворізьке                              |
| 68            | Свято-Миколаївський храм                                             | Дніпропетровська область, м. Кривий Ріг, вул. Лабораторна, 54-А                                                                                        | 48°53′36″ пн. ш. 33°17′11″ сх. д. / 48.893456° пн. ш. 33.286268° сх. д.   | протоієрей Тарас Сольський                                                                                       | Криворізьке                              |
| 69            | Свято-Троїцький храм                                                 | Дніпропетровська область, м. Кривий Ріг, вул. Концертна, 86                                                                                            | 48°02′19″ пн. ш. 33°29′22″ сх. д. / 48.038747° пн. ш. 33.489504° сх. д.   | протоієрей Олексій Лупін                                                                                         | Криворізьке                              |
| 70            | Храм Нерукотворного Образу Христа Спасителя                          | Дніпропетровська область, м. Кривий Ріг, вул. Кибальчича, 9                                                                                            | 48°05′04″ пн. ш. 33°29′20″ сх. д. / 48.084501° пн. ш. 33.488764° сх. д.   | протоієрей Валерій Бовтуненко                                                                                    | Криворізьке                              |
| 71            | Свято-Миколаївський храм                                             | Дніпропетровська область, м. Кривий Ріг, вул. Першотравнева, 1/3                                                                                       | 48°54′03″ пн. ш. 33°20′23″ сх. д. / 48.900731° пн. ш. 33.339619° сх. д.   | протоієрей Роман Бацвін                                                                                          | Криворізьке                              |
| 72            | Храм Святих мучениць Віри, Надії, Любові та їх матері Софії          | Дніпропетровська область, м. Кривий Ріг, вул. Короленка, 30                                                                                            | 48°08′32″ пн. ш. 33°33′58″ сх. д. / 48.142247° пн. ш. 33.565984° сх. д.   | о. Іван Руденко                                                                                                  | Криворізьке                              |
| 73            | Храм Святих мучениць Віри, Надії, Любові та матері їх Софії          | Дніпропетровська область, м. Кривий Ріг, вул. Райдужна, 33                                                                                             | 48°52′54″ пн. ш. 33°20′40″ сх. д. / 48.881655° пн. ш. 33.344498° сх. д.   | протоієрей Олександр Агарков                                                                                     | Криворізьке                              |
| 74            | Храм Святого преподобного Серафима Саровського                       | Дніпропетровська область, м. Кривий Ріг, вул. Гвардійська, 46                                                                                          | 48°01′03″ пн. ш. 33°28′41″ сх. д. / 48.017541° пн. ш. 33.478137° сх. д.   | протоієрей Олег Ращупкін                                                                                         | Криворізьке                              |
| 75            | Храм Усіх Святих                                                     | Дніпропетровська область, Криворізький район, с. Шевченківське                                                                                         |                                                                           | протоієрей Максим Крилач                                                                                         | [ 5 ]                                    |
| 76            | Храм Преображення Господнього/Храм Святого апостола Іоанна Богослова | Дніпропетровська область, Криворізький район, с. Красівське, вул. Центральна, 22                                                                       | 48°53′59″ пн. ш. 33°35′50″ сх. д. / 48.89973° пн. ш. 33.59713° сх. д.     | протоієрей Ярослав Шеремета                                                                                      | Криворізьке                              |
| 77            | Свято-Духівський храм                                                | Дніпропетровська область, Криворізький район, с. Новожитомир, вул. Центральна, 56-А                                                                    | 47°55′30″ пн. ш. 33°38′57″ сх. д. / 47.92494° пн. ш. 33.64926° сх. д.     | протоієрей Юрій Ільків                                                                                           | Криворізьке                              |
| 78            | Храм Різдва Пресвятої Богородиці                                     | Дніпропетровська область, Криворізький район, с. Радушне, вул. Центральна, 12-А                                                                        | 47°49′16″ пн. ш. 33°29′51″ сх. д. / 47.82119° пн. ш. 33.49737° сх. д.     | о. Богдан Табака                                                                                                 | Криворізьке                              |
| 79            | Храм св. апостолів Петра і Павла                                     | Дніпропетровська область, Криворізький район, с. Зелене Поле, перехрестя вулиць Південна та Нова                                                       | 48°03′15″ пн. ш. 33°38′15″ сх. д. / 48.05429° пн. ш. 33.63758° сх. д.     | | [ 5 ]                                    |
| 80            | Храм Святителя Іоанна Милостивого                                    | Дніпропетровська область, Криворізький район, с. Кам'яне Поле                                                                                          |                                                                           | | [ 5 ]                                    |
| 81            | Храм Святого апостола Фоми                                           | Дніпропетровська область, Криворізький район, с. Червоне                                                                                               |                                                                           | | [ 5 ]                                    |
| 82            | Храм Святого Іоасафа Білгородського                                  | Дніпропетровська область, Кам'янський район, с. Вітрівка, вул. Нова                                                                                    | 48°10′39″ пн. ш. 34°20′36″ сх. д. / 48.17761° пн. ш. 34.34335° сх. д.     | | [ 5 ]                                    |
| 83            | Храм Благовіщення Пресвятої Богородиці                               | Дніпропетровська область, смт. Кринички, вул. Шевченка, 17-А                                                                                           | 48°22′12″ пн. ш. 34°28′01″ сх. д. / 48.36992° пн. ш. 34.467° сх. д.       | о. Віталій Савко                                                                                                 | Криничанське                             |
| 84            | Храм Святого рівноапостольного князя Володимира Великого             | Дніпропетровська область, Криничанський район, с. Дружба                                                                                               |                                                                           | о. Олександр Данілін                                                                                             | Криничанське                             |
| 85            | Свято-Троїцький храм                                                 | Дніпропетровська область, Криничанський район, с. Одарівка, вул. Тараса Шевченка, 7                                                                    |                                                                           | о. Василь Гладій                                                                                                 | Криничанське                             |
| 86            | Храм Святителя Миколая Чудотворця                                    | Дніпропетровська область, Магдалинівський район, с. Заплавка                                                                                           |                                                                           | прот. Олександр Залепа                                                                                           | Магдалинівське                           |
| 87            | Свято-Троїцький храм                                                 | Дніпропетровська область, Магдалинівський район, с. Жданівка, вул. Кооперативна, 62                                                                    |                                                                           | о. Віктор Білий                                                                                                  | Магдалинівське                           |
| 88            | Свято-Іллінський храм                                                | Дніпропетровська область, Магдалинівський район, с. Першотравенка, вул. Вишнева, 60                                                                    |                                                                           | о. Олександр Залепа                                                                                              | Магдалинівське                           |
| 89            | Домовий храм ікони Божої Матері "Почаївської"                        | Дніпропетровська область, Царичанський район, с. Прядівка, вул. Мечнікова, 4-А                                                                         |                                                                           | | Магдалинівське                           |
| 90            | Храм Пресвятої Трійці                                                | Дніпропетровська область, м. Нікополь, вул. Володимира Ємця, 23                                                                                        | 47°34′14″ пн. ш. 34°25′10″ сх. д. / 47.57053° пн. ш. 34.4194° сх. д.      | ієромонах Олексій (Петренко)                                                                                     | Нікопольське                             |
| 91            | Свято-Покровський храм                                               | Дніпропетровська область, м. Нікополь, вул. Пилипа Орлика, 6                                                                                           | 47°34′45″ пн. ш. 34°22′38″ сх. д. / 47.57925° пн. ш. 34.37724° сх. д.     | ієрей Павло Черкасов                                                                                             | Нікопольське                             |
| 92            | Храм Святого Іоанна Дамаскіна                                        | Дніпропетровська область, м. Нікополь, вул. Лапінська, 47-А, район ЛДЦ                                                                                 | 47°33′19″ пн. ш. 34°23′30″ сх. д. / 47.55531° пн. ш. 34.39164° сх. д.     | ієрей Костянтин Титов                                                                                            | Нікопольське                             |
| 93            | Храм Святого Петра Калнишевського на честь загиблих воїнів АТО       | Дніпропетровська область, м. Нікополь, вул. Кармелюка, 4                                                                                               | 47°33′59″ пн. ш. 34°23′07″ сх. д. / 47.5665° пн. ш. 34.3853° сх. д.       | ігумен Меркурій (Скороход)                                                                                       | Нікопольське                             |
| 94            | Храм Успіння Пресвятої Богородиці                                    | Дніпропетровська область, Нікопольський район, с. Веселе, вул. Центральна, 9-А                                                                         |                                                                           | о. Федір Грищенко                                                                                                | Нікопольське                             |
| 95            | Храм Святого апостола Андрія Первозванного                           | Дніпропетровська область, м. Марганець, вул. Івана Сірка, 32                                                                                           |                                                                           | ієрей Віктор Кульчицький                                                                                         | Нікопольське                             |
| 96            | Храм Святого апостола Андрія Первозванного                           | Дніпропетровська область, Нікопольський район, с. Капулівка                                                                                            | 47°32′35″ пн. ш. 34°13′25″ сх. д. / 47.54311° пн. ш. 34.22366° сх. д.     | | Нікопольське                             |
| 97            | Храм Святих Апостолів Петра і Павла                                  | Дніпропетровська область, Нікопольський район, с. Новософіївка, вул. Центральна, 9-А                                                                   |                                                                           | | Нікопольське                             |
| 98            | Храм 2000-річчя Різдва Христового                                    | Дніпропетровська область, м. Покров, вул. Михайла Вербицького, 20, поблизу гастроному № 31                                                             | 48°39′29″ пн. ш. 34°05′56″ сх. д. / 48.6579699° пн. ш. 34.0988401° сх. д. | о. Микола Цап | Нікопольське                             |
| 99            | Свято-Володимирський храм                                            | Дніпропетровська область, м. Покров, вул. Василя Стуса, 89                                                                                             | 47°40′13″ пн. ш. 34°03′02″ сх. д. / 47.67033° пн. ш. 34.05057° сх. д.     | | Нікопольське                             |
| 100           | Храм Святителя Петра Могили                                          | Дніпропетровська область, м. Покров, вул. Партизанська, 63                                                                                             | 47°39′04″ пн. ш. 34°06′46″ сх. д. / 47.65111° пн. ш. 34.11266° сх. д.     | протоієрей Іван Назарик                                                                                          | Нікопольське                             |
| 101           | Храм преподобного Серафима Саровського                               | Дніпропетровська область, Нікопольський район, с. Шевченкове, вул. Калинова, 7                                                                         | 47°52′44″ пн. ш. 34°08′45″ сх. д. / 47.87901° пн. ш. 34.14577° сх. д.     | ігумен Меркурій (Скороход)                                                                                       | Нікопольське                             |
| 102           | Свято-Троїцький храм                                                 | Дніпропетровська область, м. Новомосковськ, вул. Паланочна, 32                                                                                         | 48°38′09″ пн. ш. 35°15′41″ сх. д. / 48.63577° пн. ш. 35.261403° сх. д.    | прот. Микола Капралик                                                                                            | Новомосковське                           |
| 103           | Храм Покрови Пресвятої Богородиці                                    | Дніпропетровська область, м. Новомосковськ, ж/м Перевал, вул. Глодянська, 19                                                                           | 48°36′46″ пн. ш. 35°15′13″ сх. д. / 48.612827° пн. ш. 35.253705° сх. д.   | о. Димитрій Цигікало                                                                                             | Новомосковське                           |
| 104           | Храм Святителя Миколая                                               | Дніпропетровська область, м. Новомосковськ, вул. Паланочна, 25/26                                                                                      | 48°38′18″ пн. ш. 35°15′40″ сх. д. / 48.63824° пн. ш. 35.261204° сх. д.    | о. Володимир Мокруха                                                                                             | Новомосковське                           |
| 105           | Храм Усіх Святих                                                     | Дніпропетровська область, Новомосковський район, с. Всесвятське                                                                                        | 48°44′33″ пн. ш. 35°31′27″ сх. д. / 48.74243° пн. ш. 35.52428° сх. д.     | о. Степан Волянський                                                                                             | Новомосковське                           |
| 106           | Храм Різдва Пресвятої Богородиці                                     | Дніпропетровська область, Новомосковський район, с. Губиниха, вул. Шевченка, 24                                                                        | 48°48′29″ пн. ш. 35°15′21″ сх. д. / 48.80801° пн. ш. 35.25586° сх. д.     | о. Степан Волянський                                                                                             | Новомосковське                           |
| 107           | Храм Святої великомучениці Тетяни                                    | Дніпропетровська область, Новомосковський район, с. Голубівка                                                                                          | 48°53′06″ пн. ш. 35°19′24″ сх. д. / 48.8849° пн. ш. 35.3234° сх. д.       | ієрей Леонід Копилов                                                                                             | Новомосковське                           |
| 108           | Храм Різдва Пресвятої Богородиці                                     | Дніпропетровська область, Новомосковський район, с. Знаменівка                                                                                         |                                                                           | о. Іван Дзюба | Новомосковське                           |
| 109           | Свято-Пантелеймонівський храм                                        | Дніпропетровська область, Новомосковський район, с. Орлівщина, вул. Лісова, 32, санаторій «Новомосковський»                                            |                                                                           | о. Володимир Мокруха                                                                                             | Новомосковське                           |
| 110           | Свято-Введенський храм                                               | Дніпропетровська область, Новомосковський район, с. Соколове                                                                                           |                                                                           | прот. Василь Юнак                                                                                                | Новомосковське                           |
| 111           | Свято-Михайлівський храм (члена громади Кир'ян Поліни Васильївни)    | Дніпропетровська область, м. Павлоград, вул. Сергєєва-Ценського, 65                                                                                    | 48°31′14″ пн. ш. 35°54′05″ сх. д. / 48.52043° пн. ш. 35.90141° сх. д.     | о. Тимофій Редько                                                                                                | Павлоградське                            |
| 112           | Каплиця Святих сорока мучеників Севастійських                        | Дніпропетровська область, м. Павлоград, вул. Поштова, 22, кв. 35                                                                                       | 48°29′44″ пн. ш. 35°57′26″ сх. д. / 48.49569° пн. ш. 35.95715° сх. д.     | прот. Іван Луцків                                                                                                | Павлоградське                            |
| 113           | Свято-Володимирський храм                                            | Дніпропетровська область, Павлоградський район, с. Карабинівка, вул. Миру, 16                                                                          | 48°36′00″ пн. ш. 35°35′32″ сх. д. / 48.60002° пн. ш. 35.59231° сх. д.     | прот. Іван Луцків                                                                                                | Павлоградське                            |
| 114           | Храм Успіння Пресвятої Богородиці                                    | Дніпропетровська область, Покровський район, с. Великомихайлівка, вул. Щаслива, 41                                                                     |                                                                           | ієрей Геннадій Горбаненко                                                                                        | Покровське                               |
| 115           | Храм Святої рівноапостольної княгині Ольги                           | Дніпропетровська область, П'ятихатський район, с. Жовтоолександрівка, вул. Олександрова                                                                |                                                                           | прот. Андрій Воробець                                                                                            | П'ятихатське                             |
| 116           | Храм ікони Божої Матері «Одигітрія»                                  | Дніпропетровська область, П'ятихатський район, с. Вільне                                                                                               |                                                                           | | [ 5 ]                                    |
| 117           | Храм преподобного Сави Освяченого                                    | Дніпропетровська область, П'ятихатський район, с. Савро                                                                                                |                                                                           | | [ 5 ]                                    |
| 118           | Храм Святого апостола і євангелиста Іоанна Богослова                 | Дніпропетровська область, П'ятихатський район, с. Зоря, вул. Фестивальна, 11-А                                                                         |                                                                           | прот. Василь Клебан                                                                                              | П'ятихатське                             |
| 119           | Храм Святої Трійці                                                   | Дніпропетровська область, П'ятихатський район, с. Миролюбівка                                                                                          |                                                                           | о. Михайло Новаковський                                                                                          | П'ятихатське                             |
| 120           | Храм преподобного Єфрема Сиріна                                      | Дніпропетровська область, м. Синельникове, вул. Ярова, 30                                                                                              | 48°19′38″ пн. ш. 35°31′28″ сх. д. / 48.32709° пн. ш. 35.5245° сх. д.      | прот. Сергій Коваль                                                                                              | Синельниківське                          |
| 121           | Храм Святого Василія Великого                                        | Дніпропетровська область, м. Синельникове, вул. Перемоги, 44-Б                                                                                         |                                                                           | прот. Сергій Коваль                                                                                              | Синельниківське                          |
| 122           | Храм Святого Апостола Андрія Первозванного                           | Дніпропетровська область, Синельниківський район, с. Андріївка                                                                                         |                                                                           | о. Андрій Смоляр                                                                                                 | Синельниківське                          |
| 123           | Храм Архангела Михаїла                                               | Дніпропетровська область, Синельниківський район, с. Вільне, вул. Центральна, 47                                                                       |                                                                           | о. Сергій Коваль                                                                                                 | Синельниківське                          |
| 124           | Храм Різдва Пресвятої Богородиці                                     | Дніпропетровська область, Синельниківський район, с. Грушувато-Криничне                                                                                |                                                                           | ієрей Костянтин Савченко                                                                                         | Синельниківське                          |
| 125           | Храм Святих Жон-мироносиць                                           | Дніпропетровська область, Синельниківський район, с. Миролюбівка                                                                                       |                                                                           | | Синельниківське                          |
| 126           | Храм Святого Апостола Андрія Первозванного                           | Дніпропетровська область, Синельниківський район, с. Олександропіль, вул. Мічуріна, 8                                                                  |                                                                           | прот. Сергій Коваль                                                                                              | Синельниківське                          |
| 127           | Храм Покрови Пресвятої Богородиці                                    | Дніпропетровська область, Синельниківський район, с. Старолозуватка, вул. Центральна                                                                   | 48°24′15″ пн. ш. 35°21′25″ сх. д. / 48.40412° пн. ш. 35.35707° сх. д.     | ієрей Ігор Янченко                                                                                               | Синельниківське                          |
| 128           | Храм Святої великомучениці Тетяни                                    | Дніпропетровська область, Синельниківський район, с. Ясне, вул. Осіння, 26                                                                             |                                                                           | о. Андрій Смоляр                                                                                                 | Синельниківське                          |
| 129           | Храм Святого Архистратига Божого Михаїла                             | Дніпропетровська область, смт. Солоне, вул. Перемоги, 52                                                                                               | 48°12′33″ пн. ш. 34°51′57″ сх. д. / 48.20929° пн. ш. 34.86584° сх. д.     | о. Анатолій Кривич                                                                                               | Солонянське                              |
| 130           | Храм Покрови Пресвятої Богородиці                                    | Дніпропетровська область, смт. Солоне, вул. Голуба, 8-А                                                                                                | 48°12′49″ пн. ш. 34°52′27″ сх. д. / 48.21356° пн. ш. 34.87403° сх. д.     | о. Микола Марчук                                                                                                 | Солонянське                              |
| 131           | Храм Вознесіння Господнього                                          | Дніпропетровська область, Солонянський район, с. Аполлонівка                                                                                           | 48°13′26″ пн. ш. 34°46′50″ сх. д. / 48.22391° пн. ш. 34.78056° сх. д.     | прот. Микола Марчук                                                                                              | Солонянське                              |
| 132           | Храм Святого великомученика Георгія Переможця                        | Дніпропетровська область, Солонянський район, с. Військове                                                                                             |                                                                           | о. Юрій Мельниченко                                                                                              | Солонянське                              |
| 133           | Храм Архистратига Божого Михаїла                                     | Дніпропетровська область, Солонянський район, с. Гончарка                                                                                              |                                                                           | прот. Микола Марчук                                                                                              | Солонянське                              |
| 134           | Храм Святого князя Владислава Сербського                             | Дніпропетровська область, Солонянський район, с. Любимівка                                                                                             |                                                                           | прот. Микола Марчук                                                                                              | Солонянське                              |
| 135           | Храм Преображення Господнього                                        | Дніпропетровська область, Солонянський район, с. Надіївка, вул. Садова, 2                                                                              | 48°13′27″ пн. ш. 34°45′11″ сх. д. / 48.22430° пн. ш. 34.75299° сх. д.     | о. Анатолій Кривич                                                                                               | Солонянське                              |
| 136           | Храм Різдва Пресвятої Богородиці                                     | Дніпропетровська область, Солонянський район, с. Кам'яне, вул. Петровського, 26                                                                        |                                                                           | о. Анатолій Кривич                                                                                               | Солонянське                              |
| 137           | Храм Успіння Пресвятої Богородиці                                    | Дніпропетровська область, Солонянський район, с. Микільське-на-Дніпрі, вул. Центральна, 1-А                                                            | 48°12′19″ пн. ш. 35°10′14″ сх. д. / 48.20522° пн. ш. 35.17067° сх. д.     | о. Юрій Мельниченко                                                                                              | Солонянське                              |
| 138           | Каплиця Святого рівноапостольного князя Володимира Великого          | Дніпропетровська область, Солонянський район, с. Миропіль                                                                                              |                                                                           | прот. Микола Марчук                                                                                              | Солонянське                              |
| 139           | Храм Святителя Миколая Чудотворця                                    | Дніпропетровська область, Солонянський район, с. Новий Світ                                                                                            |                                                                           | о. Анатолій Кривич                                                                                               | Солонянське                              |
| 140           | Каплиця Святого великомученика Димитрія Солунського                  | Дніпропетровська область, Солонянський район, с. Олександропіль                                                                                        |                                                                           | прот. Микола Марчук                                                                                              | Солонянське                              |
| 141           | Храм великомученика і цілителя Пантелеймона                          | Дніпропетровська область, Солонянський район, с. Оріхове, вул. Широка, 28                                                                              |                                                                           | о. Юрій Мельниченко                                                                                              | Солонянське                              |
| 142           | Храм Преображення Господнього                                        | Дніпропетровська область, Солонянський район, с. Тритузне                                                                                              |                                                                           | о. Анатолій Кривич                                                                                               | Солонянське                              |
| 143           | Храм Святої рівноапостольної Марії Магдалини                         | Дніпропетровська область, Софіївський район, с. Вакулове, вул. Леніна, 4                                                                               |                                                                           | ієромонах Єфрем (Озимко)                                                                                         | Софіївське                               |
| 144           | Храм Святого великомученика Феодота (Богдана)                        | Дніпропетровська область, Софіївський район, с. Макорти, на території Софіївської виправної колонії № 45                                               |                                                                           | о. Іван Руденко                                                                                                  | Софіївське                               |
| 145           | Храм преподобного Олексія, чоловіка Божого                           | Дніпропетровська область, Софіївський район, с. Новоолексіївка, вул. Лермонтова, 76                                                                    |                                                                           | о. Дмитро Гура                                                                                                   | Софіївське                               |
| 146           | Храм Пресвятої Трійці                                                | Дніпропетровська область, смт. Томаківка, вул. Пушкіна, 43                                                                                             | 47°48′03″ пн. ш. 34°44′30″ сх. д. / 47.80073° пн. ш. 34.74162° сх. д.     | о. Олександр Талан                                                                                               | Томаківське                              |
| 147           | Храм Успіння Пресвятої Богородиці                                    | Дніпропетровська область, Томаківський район, с. Топила                                                                                                |                                                                           | о. Олександр Талан                                                                                               | Томаківське                              |
| 148           | Свято-Успенський храм                                                | Дніпропетровська область, Широківський район, с. Андріївка, вул. Шевченка, 1                                                                           |                                                                           | о. Іван Батіг | Широківське                              |
| 149           | Храм Святої праведної Ганни                                          | Дніпропетровська область, Широківський район, с. Ганнівка, вул. Леніна, 8                                                                              |                                                                           | о. Петро Петраш                                                                                                  | Широківське                              |
| 150           | Храм Святої мучениці Олександри                                      | Дніпропетровська область, Широківський район, с. Олександрівка                                                                                         |                                                                           | о. Віктор Рожаловський                                                                                           | Широківське                              |
| 151           | Храм Різдва Пресвятої Богородиці                                     | Дніпропетровська область, Широківський район, с. Гречані Поди, вул. Сипаренка, 32                                                                      |                                                                           | о. Олександр Гриша                                                                                               | Широківське                              |
| 152           | Свято-Покровський храм                                               | Дніпропетровська область, Широківський район, с. Шестірня                                                                                              |                                                                           | о. Петро Шатило                                                                                                  | Широківське                              |
| 153           | Храм Усіх Святих землі Української                                   | Дніпропетровська область, Широківський район, с. Широка Дача, вул. Вишнева, 1-А                                                                        | 47°41′29″ пн. ш. 33°10′22″ сх. д. / 47.69144° пн. ш. 33.17286° сх. д.     | о. Іван Батіг | Широківське                              |